# Наместничество
Наме́стничество — единица административно-территориального деления в некоторых государствах и странах (краях, областях), управляемая наместником от центральной власти.
Также Наме́стничество (ср.) сан, звание, круг действий; область наместника, местного правителя области, края в военно-гражданском управлении. Наместник (представитель князя) в Древней Руси был руководителем органа местного управления края (страны), который назначался князем в города и уезды Руси (России). Наместники пришли на смену посадникам и содержались на основе кормления. Со времени правления Великого государя Ивана IV значение наместников стало уменьшаться, и с XVIII века наместников на Руси (в России) заменяют воеводами и генерал-губернаторами по учреждению в Российской империи губерний в 1775 году. 

## История
В процессе развития цивилизаций стали создаваться и группы (общности) людей (племена, народности, народы, нации) которые занимали определённые территории на земле, на различных её континентах стали образовываться древние государства, например Китай, Индия, Персия и так далее. 
Для своего успешного существования и развития людьми было придумано разделить занимаемые ими территории государств на определённые части (административно-территориальные единицы), в соответствии с которым строится вся система местных и центральных органов власти в государстве.
А когда в древних государствах его размеры не позволяли его монарху (главе государства) своевременно реагировать на события в удалённых крах (странах, провинциях, и тому подобное) то он назначал своего наместника, имевшего различные названия в разных государствах, например на Руси — посадник, в германских государствах — штатгальтер (статхаудер), и так далее.

## Примеры
- Наместничества при Екатерине II — высшая единица административно-территориального деления в Российской империи в царствование Екатерины II, начиная с 1776 года. Упразднены Павлом I в 1796 году.
- В XIX — начале XX века в России существовали несколько наместничеств:
  - Кавказское наместничество[2] (1844—1883, 1905—1917);
  - Наместничество Дальнего Востока[3] (1903—1905);
  - также отдельным наместничеством было Царство Польское (1815—1874).
- Наместничества Великобритании[англ.] (англ. Lieutenancy area) — территориальные единицы, для которых назначается лорд-наместник (Lord Lieutenant), почётный представитель британского монарха. В Англии называются церемониальными графствами.